# Molièras (Dordonya)
Molièras (en francès Molières) és un municipi francès situat al departament de la Dordonya i a la regió de la Nova Aquitània.

## Demografia
| 1962                                       | 1968 | 1975 | 1982 | 1990 | 1999 | 2007 |
| ------------------------------------------ | ---- | ---- | ---- | ---- | ---- | ---- |
| 358                                        | 347  | 283  | 294  | 315  | 292  | 315  |
| Des de 1962: població sense dobles comptes |      |      |      |      |      |      |

## Administració
| Període   | Identitat     | Partit |
| --------- | ------------- | ------ |
| 2001-2008 | José Daniel   |        |
| 2008-     | Isabelle Laan |        |

## Agermanaments
- Obenheim